# 16649 Masayasu
16649 Masayasu è un asteroide della fascia principale. Scoperto nel 1993, presenta un'orbita caratterizzata da un semiasse maggiore pari a 2,2975782 au e da un'eccentricità di 0,1527527, inclinata di 6,91646° rispetto all'eclittica.